# Conostegia
Conostegia ist eine Pflanzengattung aus der Familie der Schwarzmundgewächse (Melastomataceae). Sie umfasst ungefähr 42 bis 45 Arten von Sträuchern und kleinen Bäumen, die im tropischen Amerika vorkommen.

## Beschreibung

### Vegetative Merkmale
Die Arten der Gattung Conostegia sind Sträucher oder kleine Bäume. Nur wenige Arten, etwa Conostegia volcanalis, können eine Höhe von bis zu 20 m erreichen. Die jungen Zweige sind (undeutlich) vierkantig oder seltener zylindrisch. Nebenblätter fehlen. Die einfachen, ungeteilten Blätter sind gegenständig. Die krautigen bis fast ledrigen Blattspreiten sind in der Regel gestielt, selten fast sitzend, (2,5–)5–25(–36) cm lang und meist eiförmig bis elliptisch, seltener verkehrteiförmig, lanzettlich oder linealisch. Sie besitzen 3–5(–9) bogenförmig zur Blattspitze hin verlaufende Hauptnerven, wobei die seitlichen entweder unmittelbar an der Blattbasis oder etwas oberhalb dieser von der Mittelrippe abzweigen. Untereinander sind diese Hauptnerven leiterförmig durch Seitennerven verbunden. Der Spreitenrand ist ganzrandig bis wellig gezähnt oder gesägt. Bei einigen Arten, beispielsweise bei Conostegia setosa, ist an oder nahe der Spreitenbasis auf der Blattoberseite ein Paar von Myrmekodomatien vorhanden. Das sind längliche, blasenförmige Auftreibungen der Blattspreite, die Ameisen beherbergen. Die Zweige und Blätter sind kahl oder unterschiedlich behaart, oft mit Sternhaaren.
Das meist bräunliche, mäßig dichte Holz hat eine feine Oberflächenstruktur. Es ist mäßig schwer, mäßig hart und besitzt nur eine geringe Haltbarkeit.

### Generative Merkmale
Die Blütenstände sind endständige, meist reichblütige, bei manchen Arten bis zu 30 cm lange Rispen. Deckblätter sind vorhanden.
Die meist gestielten, seltener ungestielten zwittrigen, radiärsymmetrischen Blüten sind 4–12 zählig. Die Blütenknospen sind kugelig, eiförmig, ellipsoidal, birnförmig oder verkehrteiförmig. Der meist dickwandige Blütenbecher ist becherförmig, glockenförmig oder halbkugelig. Die Blütenhülle und die Staubblätter sind am oberen Ende des Blütenbechers auf einem Gefäßbündelring eingefügt. Der Kelch ist zu einer kegeligen oder halbkugeligen „Kalyptra“ verwachsen, die sich beim Aufblühen an einer kreisförmigen Naht abtrennt und deckelartig zur Gänze abfällt. Durch dieses Merkmal sind die Conostegia-Arten am leichtesten von verwandten Gattungen zu unterscheiden. Die freien, weiß bis rosa, seltener auch lavendelfarben gefärbten, kahlen, vielnervigen Kronblätter sind oft etwas asymmetrisch und im Umriss verkehrteiförmig bis verkehrtdreieckig. Sie sind gegen den Grund zu verdickt und an der Spitze in der Regel abgerundet oder gestutzt, manchmal auch ausgerandet und bei Conostegia cinnamomea sogar spitz. Bezüglich der Blütengröße reicht die Spanne von Conostegia cinnamomea mit 3–3,5 mm langen Kronblättern bis zu Conostegia macrantha mit 14–16 mm langen Kronblättern. In jeder Blüte sind 8–36(–96) freie, gleichartige, kahle Staubblätter mit dünnen Staubfäden vorhanden. Die beiden typischerweise gelben Theken bestehen aus jeweils zwei Pollensäcken. Sie sind eiförmig oder länglich bis pfriemlich, meist seitlich zusammengedrückt und öffnen sich mit einer gemeinsamen Pore, die sich entweder an der Spitze befindet oder etwas nach dem Zentrum der Blüte hin verschoben ist. Das Konnektiv weist weder ein Anhängsel noch eine Verlängerung auf. Der 4–25-fächerige Fruchtknoten ist mit dem Blütenbecher komplett verwachsen und unterständig. Seine meist unbehaarte, leicht erhöhte Spitze ist oft in einen Konus oder Kragen verlängert, der den Grund des einzelnen, säulenförmigen, kahlen Griffels umgibt. Die Narbe ist kopfig oder gestutzt, seltener punktförmig und bildet bei einigen Arten einen breit schildförmigen Ring aus seitlich abgeflachten Lappen. In jedem Fruchtknotenfach sitzen zahlreiche Samenanlagen an der zentralwinkelständigen Plazenta.
Die Früchte sind saftige Beeren, die, soweit sie bisher bekannt sind, im reifen Zustand purpurn bis schwarz-purpurn oder blauschwarz gefärbt sind. Die zahlreichen verkehrteiförmigen oder unregelmäßig pyramidalen, schwach kantigen Samen sind glatt oder selten etwas rau. Sie enthalten keine Endosperm.

### Chromosomen

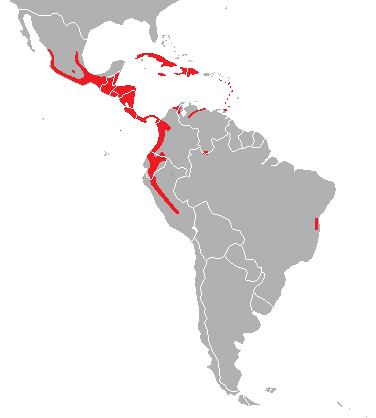
Verbreitung der Gattung Conostegia

Alle bisher untersuchten Arten, nämlich Conostegia arborea, C. icosandra, C. montana, C. oerstediana, C. subcrustulata, C. superba und C. xalapensis, stimmen bezüglich der Chromosomenzahl miteinander überein. Es wurde entweder ein haploider Chromosomensatz mit n = 17 oder ein diploider mit 2n = 34 festgestellt. Als haploide Grundzahl der Gattung ergibt sich somit x = 17.

## Verbreitung
Das geschlossene Verbreitungsgebiet der Gattung erstreckt sich entlang der Gebirge und in deren Vorländern von der Sierra Madre Occidental und der Sierra Madre Oriental in Mexiko über Mittelamerika und die westliche Abdachung der Anden von Kolumbien und Ecuador bis auf die östliche Andenabdachung von Ecuador und Peru. Isolierte Teilareale gibt es in den Ausläufern der Anden im Norden von Kolumbien und Venezuela, in der Sierra de la Neblina im venezolanisch-brasilianischen Grenzgebiet und im Bundesstaat Bahia im Osten von Brasilien. Daneben kommt Conostegia mit mehreren Arten auch auf den Großen Antillen und mit zwei Arten auf den Kleinen Antillen vor.
Den größten Artenreichtum weist Conostegia im südlichen Mittelamerika und im nordwestlichen Südamerika auf. In Costa Rica beispielsweise sind nach der bislang letzten Florenbearbeitung 27 Arten nachgewiesen, also mehr als 60 Prozent der anerkannten Arten.

## Lebensraum
Die meisten Conostegia-Arten kommen in unterschiedlichen Typen von tropischen Regenwäldern vor. Das Spektrum reicht von feuchten bis nassen Tieflands-Regenwäldern bis zu Bergregenwäldern und Nebelwäldern. Wenige Arten reichen in den Gebirgen bis auf 2400 m Seehöhe hinauf, die mittelamerikanische Conostegia macrantha sogar bis auf 2700 m. In den höheren Berglagen wachsen Conostegia-Arten oft in immergrünen Eichenwäldern. Nur wenige Arten dringen in Regionen mit relativ trockenem Klima vor. Ein Beispiel dafür ist Conostegia xalapensis, die nicht nur Regenwaldgebiete besiedelt, sondern außerhalb dieser auch in Savannen, Galeriewäldern sowie im nördlichen Mittelamerika in lichten Kiefernwäldern vorkommt. Andererseits wachsen die Tieflandsarten Conostegia lasiopoda und Conostegia polyandra auch in Sumpfwäldern.
Aufgrund der relativ geringen Wuchshöhen, die die Pflanzen erreichen, kommen die meisten Conostegia-Arten in Wäldern nur im Unterwuchs vor, einige Arten auch in der unteren Baumschicht. Manche Arten zeigen eine Präferenz für aufgelichtete Stellen, wie sie durch natürliche Störungen oder menschliche Eingriffe entstehen oder entlang von Bachläufen permanent vorhanden sind. Insbesondere Conostegia subcrustulata und einige weitere Arten haben den Schwerpunkt ihres Vorkommens in stark durch menschliche Eingriffe geprägten Lebensräumen. Sie kommen in Sekundärwäldern, an Waldrändern und Wegrändern oder in offenem Weideland vor.

## Ameisensymbiose
Die Symbiose zwischen Conostegia setosa, einer Art mit Myrmekodomatien, und Ameisen ist an zwei Standorten in Costa Rica und Panama untersucht worden. Die untersuchten Conostegia-Klone wurden von bis zu acht verschiedenen Ameisenarten bewohnt, vor allem aus den Gattungen Pheidole, Solenopsis und Wasmannia. Es handelte sich dabei überwiegend um opportunistische Arten, die auch in der Laubstreu oder in Totholz nisten können. Allerdings war an dem in Panama untersuchten Standort Pheidole melastomae die häufigste Art, eine Ameise, die offenbar obligat an verschiedenen Vertretern der Schwarzmundgewächse (Melastomataceae) lebt und noch nie abseits von diesen festgestellt worden ist. An dem costa-ricanischen Standort, wo nur fakultativ pflanzenbewohnende Ameisen vorkamen, waren im Durchschnitt 65 % der Stämme eines Klons besiedelt, an dem panamaischen Standort mit Pheidole melastomae waren es durchschnittlich 89 %. Auch an zwei weiteren von derselben Autorin untersuchten Standorten in Kolumbien und Ecuador war Pheidole melastomae die häufigste Bewohnerin. Conostegia setosa stellt den Ameisen kein Futter zur Verfügung, aber diese halten in den Domatien Schildläuse und Schmierläuse. Nur ein Teil der Ameisenarten leistet der Wirtspflanze Schutz gegen Pflanzenfresser.

## Taxonomie und Systematik
Die Gattung Conostegia wurde 1823 vom schottischen Botaniker David Don beschrieben. Don hat dabei aber einen nomenklatorisch gültigen Transfer der bis dahin innerhalb der Gattung Melastoma behandelten Arten zur neu geschaffenen Gattung nicht durchgeführt. Das wurde dann 1828 von Augustin-Pyrame de Candolle in seinem Prodromus systematis naturalis regni vegetabilis nachgeholt. Eine Typusart ist bisher nicht festgelegt worden. Cryptophysa Standl. & J.F.Macbr. und Eustegia Raf. sind Synonyme.
Der US-amerikanische Botaniker Charles E. Schnell hat 1996 in seiner Dissertation für zwei peruanische Arten eine eigene Gattung Florbella von Conostegia abgetrennt. Bei diesen Arten handelt es sich einerseits um Conostegia inusitata (unter dem Namen Florbella inusitata), andererseits um die dort neu beschriebene Florbella wurdackii. Nach ICBN, Art. 29 ist sowohl das Aufstellen der neuen Gattung, als auch die Beschreibung der neuen Art nomenklatorisch unwirksam, da beides nur in einer unveröffentlichten Dissertation erfolgte.
Die Gattung Conostegia gehört zur Tribus Miconieae, die 19–23 Gattungen und ungefähr 1800 Arten umfasst. Eine molekularbiologische Untersuchung auf der Grundlage von ITS-Sequenzen hat 2004 gezeigt, dass Conostegia so wie auch die meisten übrigen untersuchten Gattungen der Tribus in die mehr als 1000 Arten enthaltende, nicht-monophyletische Gattung Miconia eingebettet ist. Die sieben untersuchten Conostegia-Arten fielen alle in eine Klade („Clade F“), die außerdem noch Leandra subulata enthielt und die die Schwestergruppe von Miconia pachyphylla war. Eine nachfolgende Studie auf der Grundlage von ITS-Sequenzen und einer Sequenz aus dem Chloroplasten-Genom (ndhF), in die mehr Arten einbezogen waren, hat ein ähnliches Ergebnis gebracht. Hier waren die 15 untersuchten Conostegia-Arten alle in einer Klade („Conostegia clade“) enthalten, die außerdem auch noch einige mittelamerikanische Arten der Gattungen Miconia und Clidemia sowie Tococa spadiciflora aus Kolumbien und Ecuador umfasste. Leandra subulata war in diesem Fall das Schwestertaxon der gesamten restlichen Klade. In beiden Untersuchungen war die Auflösung an der Basis der entsprechenden Kladen schwach, sodass damit die Monophylie der Gattung Conostegia weder bestätigt noch klar widerlegt werden kann.

## Etymologie
Der Name Conostegia lässt sich aus den beiden altgriechischen Wörtern κώνος (kōnos, dt. Kegel) und στέγη (stegē, dt. Dach) herleiten. Die Benennung nimmt also auf die besondere Ausgestaltung des Kelchs Bezug.

## Arten
Die Gattung umfasst 42 bis 45 Arten. Zwei der nachfolgend aufgelisteten Arten, Conostegia inusitata und Conostegia myriasporoides, gehören offenbar zu anderen Gattungen. Sie haben aber nur in Conostegia einen gültigen Namen.
Etwa ein Dutzend von ursprünglich unter Conostegia beschriebenen Arten wird heute zu anderen Gattungen gestellt, die meisten davon zu Miconia.
| Wissenschaftlicher Name                      | Verbreitung                                                                               | Anmerkungen               |
| -------------------------------------------- | ----------------------------------------------------------------------------------------- | ------------------------- |
| Conostegia apiculata Wurdack                 | Kolumbien, Ecuador                                                                        |                           |
| Conostegia arborea (Schltdl.) Steud.         | Mexiko (Puebla, Veracruz)                                                                 |                           |
| Conostegia attenuata Triana                  | Costa Rica bis Ecuador, Peru (?)                                                          |                           |
| Conostegia balbisiana Ser. ex DC.            | Jamaika                                                                                   |                           |
| Conostegia bigibbosa Cogn.                   | Costa Rica                                                                                |                           |
| Conostegia bracteata Triana                  | Nicaragua bis Kolumbien                                                                   |                           |
| Conostegia brenesii Standl.                  | Costa Rica                                                                                |                           |
| Conostegia caelestis Standl.                 | Mexiko bis Honduras                                                                       |                           |
| Conostegia centronioides Markgr.             | Ecuador                                                                                   | 2 Varietäten              |
| Conostegia chiriquensis Gleason              | Costa Rica, Panama                                                                        |                           |
| Conostegia cinnamomea (Beurl.) Wurdack       | Nicaragua bis Kolumbien, Venezuela                                                        |                           |
| Conostegia cuatrecasii Gleason               | Panama bis Ecuador, Venezuela                                                             |                           |
| Conostegia dentata Triana                    | Panama bis Ecuador                                                                        |                           |
| Conostegia extinctoria (Bonpl.) D.Don ex DC. | Costa Rica bis Peru, Venezuela                                                            |                           |
| Conostegia hirtella Cogn.                    | Guatemala bis Nicaragua                                                                   |                           |
| Conostegia icosandra (Sw.) Urb.              | Süd-Mexiko bis Venezuela, Antillen, Ost-Brasilien (Bahia)                                 |                           |
| Conostegia inusitata Wurdack                 | Peru                                                                                      | zu Florbella, nom. inval. |
| Conostegia jaliscana Standl.                 | Mexiko (Jalisco)                                                                          |                           |
| Conostegia lasiopoda Benth.                  | Nicaragua bis Ecuador, Kokos-Insel                                                        |                           |
| Conostegia lindenii Cogn.                    | Kuba, Hispaniola                                                                          |                           |
| Conostegia macrantha O.Berg ex Triana        | El Salvador, Costa Rica, Panama                                                           |                           |
| Conostegia micrantha Standl.                 | Nicaragua bis Panama, Ecuador                                                             |                           |
| Conostegia montana (Sw.) D.Don ex DC.        | Süd-Mexiko bis Ecuador, Venezuela, Guyana (?), Kuba, Jamaika, Hispaniola, Kleine Antillen |                           |
| Conostegia monteleagreana Cogn.              | Costa Rica bis Kolumbien                                                                  |                           |
| Conostegia muriculata Almeda                 | Costa Rica, Panama                                                                        |                           |
| Conostegia myriasporoides Triana             | Kolumbien                                                                                 | gehört eher zu Allomaieta |
| Conostegia oerstediana O.Berg ex Triana      | Nicaragua bis Panama                                                                      |                           |
| Conostegia pittieri Cogn.                    | Nicaragua bis West-Panama                                                                 |                           |
| Conostegia plumosa L.O.Williams              | Süd-Mexiko bis Honduras                                                                   |                           |
| Conostegia polyandra Benth.                  | Nicaragua, Panama bis Peru                                                                |                           |
| Conostegia procera (Sw.) D.Don ex DC.        | Jamaika                                                                                   |                           |
| Conostegia pyxidata Proctor                  | Jamaika                                                                                   |                           |
| Conostegia rhodopetala Donn.Sm.              | Costa Rica                                                                                |                           |
| Conostegia rubiginosa Gleason                | Kolumbien                                                                                 |                           |
| Conostegia rufescens Naudin                  | Nicaragua bis Ecuador, Jamaika, Hispaniola                                                |                           |
| Conostegia setifera Standl.                  | Südost-Nicaragua bis West-Panama                                                          |                           |
| Conostegia setosa Triana                     | Nicaragua bis Ecuador, Venezuela                                                          |                           |
| Conostegia speciosa Naudin                   | Nicaragua bis Ecuador, Venezuela                                                          |                           |
| Conostegia subcrustulata (Beurl.) Triana     | El Salvador, Honduras bis Ecuador, Venezuela                                              |                           |
| Conostegia superba D.Don ex Naudin           | Süd-Mexiko bis Peru, Venezuela, Nord-Brasilien (?), Kuba, Jamaika, Hispaniola             |                           |
| Conostegia tenuifolia Donn.Sm.               | Nicaragua bis Ecuador                                                                     |                           |
| Conostegia volcanalis Standl. & Steyerm.     | Mexiko bis Panama                                                                         |                           |
| Conostegia vulcanicola Donn.Sm.              | Costa Rica, West-Panama                                                                   |                           |
| Conostegia xalapensis (Bonpl.) D.Don ex DC.  | Mexiko bis Kolumbien, Kuba                                                                |                           |

## Galerie

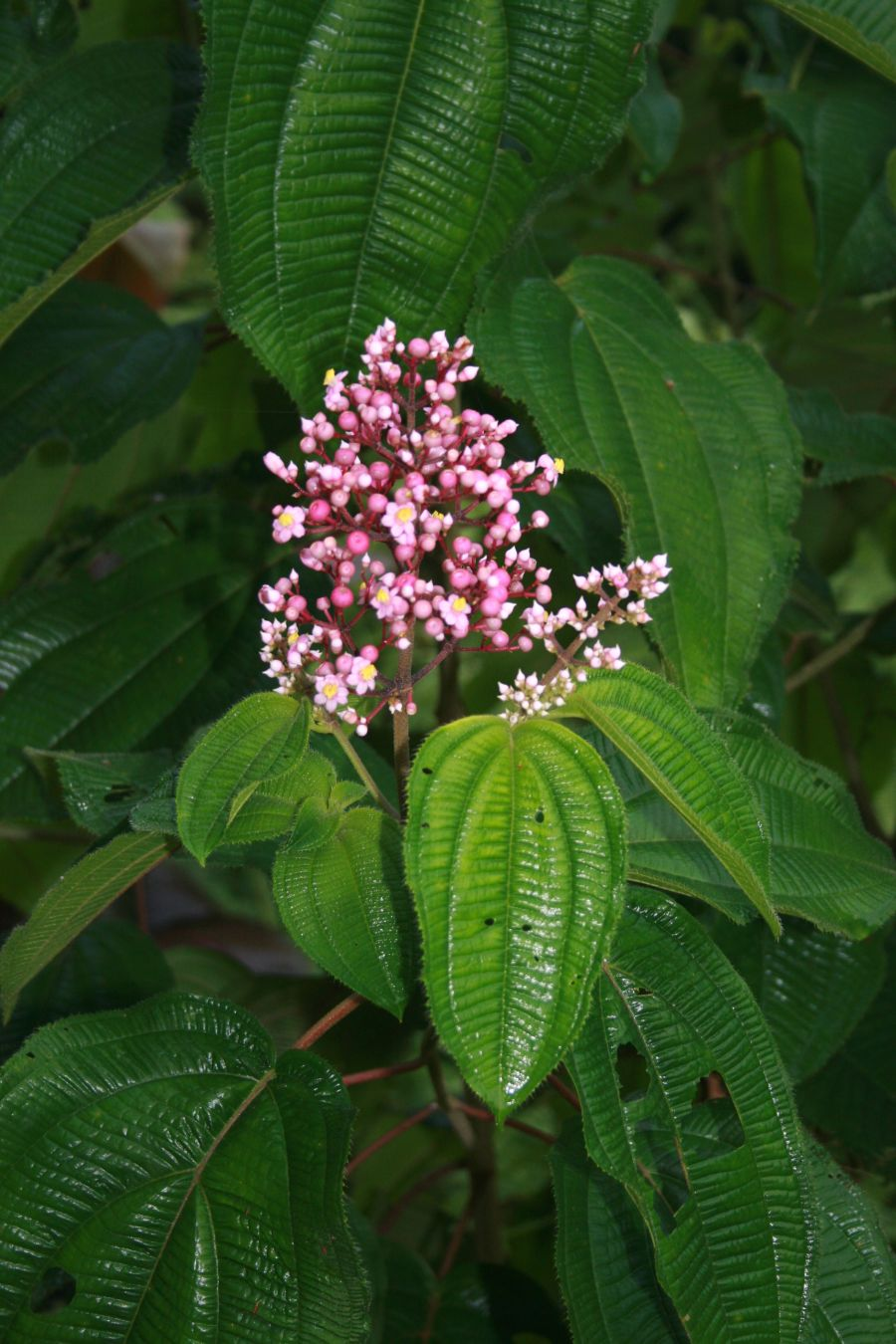
Conostegia subcrustulata
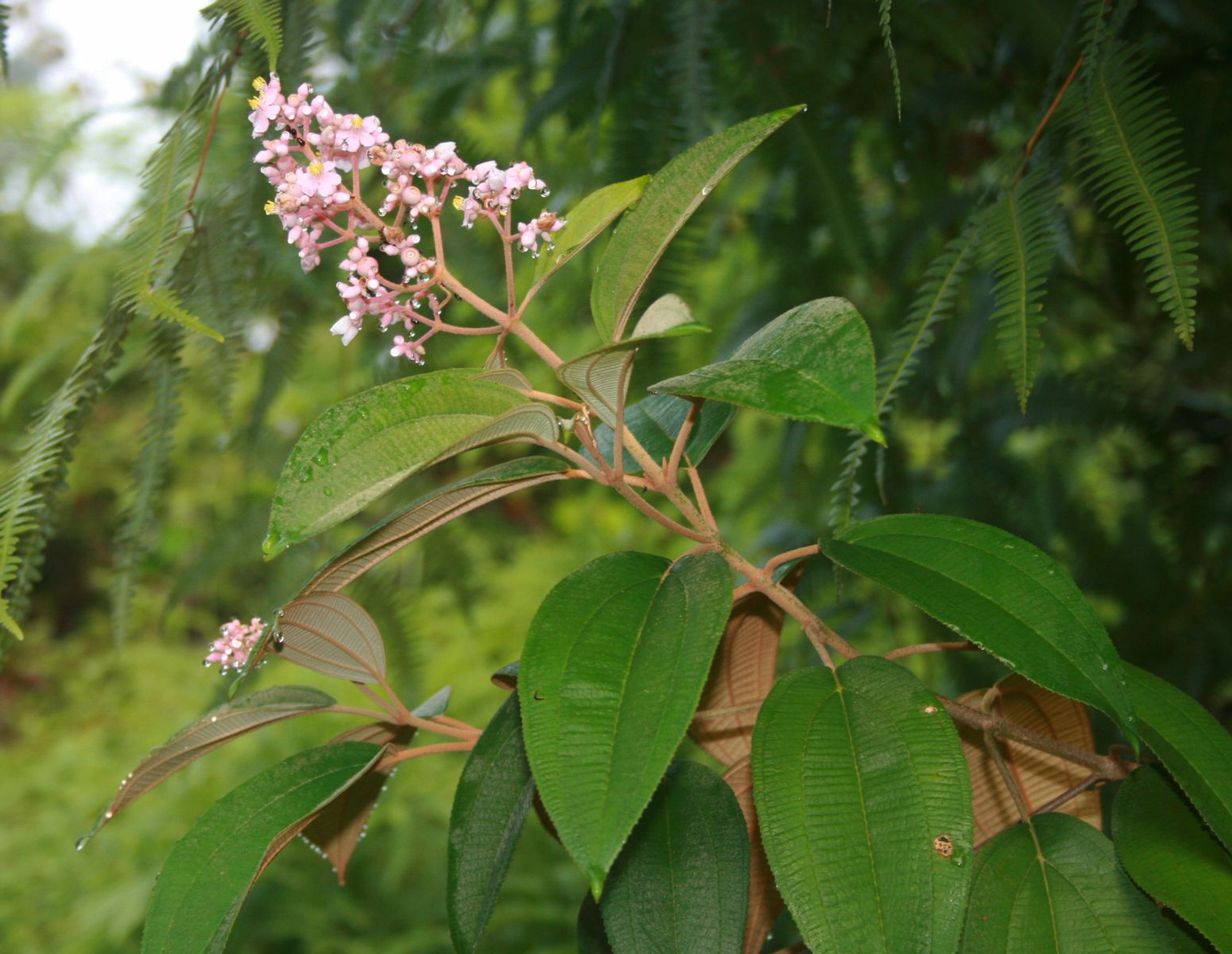
Conostegia xalapensis

## Nutzung
Das Holz von Conostegia xalapensis wird manchmal als Brennholz, für Zäune und für Bohnenstangen verwendet.
Die reifen, dunkel purpurnen Beeren von Conostegia xalapensis sind süß und wohlschmeckend. Sie erinnern in Aussehen und Geschmack an nordamerikanische Arten von Gaylussacia oder Vaccinium. Sie werden insbesondere von Kindern und Landarbeitern gerne gegessen und manchmal auch auf Märkten angeboten.
Conostegia xalapensis wird in Mexiko in der Volksmedizin für unterschiedliche Zwecke verwendet, etwa zur Behandlung von Frostbeulen, bei Durchfall oder bei Geburtsproblemen. Es gibt auch historische Berichte, dass die Pflanze gegen Krätze eingesetzt worden sei oder dass Wasser, in das zerkleinerte Blätter eine Zeit lang eingeweicht worden sind, bei entzündeten Augen oder gegen Hornhautnarben geholfen habe. Mangels chemischer und pharmakologischer Studien ist die Wirksamkeit dieser Anwendungen nicht erwiesen.

## Anmerkung
1. ↑  In seiner unveröffentlichten Dissertation The genus Conostegia (Melastomataceae) aus dem Jahr 1996 hat Charles E. Schnell Conostegia centronioides var. lancifolia Markgr. als selbständige Art Conostegia lancifolia behandelt – vgl. . Dies ist nach ICBN, Art. 29 nomenklatorisch unwirksam.